# Den Kongelige Mønt

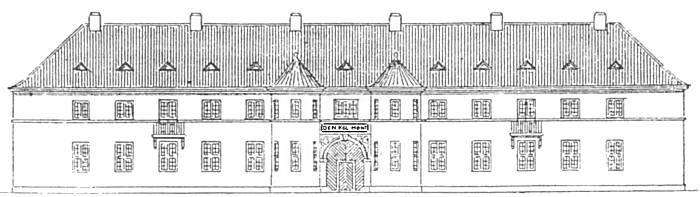
Martin Borchs ritning till Den Kongelige Mønt

Den Kongelige Mønt är en dansk statlig institution, som har ensamrätt att prägla mynt i Danmark. Det Kgl. Mønt ligger under Danmarks Nationalbank.

## Historik
Den Kongelige Mønt inrättades 1739 som en självständig institution med en av kungen utnämnd myntmästare. Titeln var 1924-78 myntdirektör, därefter enbart direktör. Med enväldets avskaffande 1849 övergick verksamheten till finansministeriet och ligger sedan 1975 under Nationalbanken. 
Från 1700-tallet till 1997 var det en medaljör knuten till produktionen, men denna befattning är idag avskaffad. Myntverkets gjuteri lades ned 1996 och metallen i mynten köps idag färdigblandad av extyerna leverantörer. 
Det Kongelige Mønt präglade dansk-västindiska mynt till 1917, isländska mynt 1922-39 och grönländska mynt 1957-64. Därutöver svarar Den Kongelige Mønt för prägling av officiella förtjänstmedaljer och olika privata och offentliga medaljer.

## Lokaler
Produktionen har skett på olika ställen i Köpenhamn, bland andra på hörnet av Holbergsgatan och Herluf Trolles Gade på Gammelholm från 1873 i en byggnad som ritades av Ludvig Fenger och Ferdinand Meldahl, och på Amager Boulevard 115 från 1923 i byggnader som ritades av Martin Borch. År 1978 stod en ny produktionsanläggning färdig på Solmarksvej i Brøndby, ritad av Mogens Black-Petersen (1917-99). I mars 2012 flyttade Den Kongelige Mønt åter till Köpenhamns centrum och har idag samma adress som  Nationalbanken.

## Medaljörer
- 1873-1901: Harald Conradsen (1817-1905)
- 1901-33: Gunnar Jensen
- 1908-24: Andreas Frederik Vilhelm Hansen
- 1933-68: Harald Salomon (1900-1990)
- 1968-83: Frode Bahnsen
- 1986- : Johan Alkjær (tecknare)
- 1986-93: Hanne Varming (född 1939)
- 1989-99: Jan Petersen
- 2001- : Mogens Møller